# Yamada Kio
Yamada Kio (sinh ngày 22 tháng 1 năm 2000) là một cầu thủ bóng đá người Nhật Bản.

## Sự nghiệp câu lạc bộ
Yamada Kio hiện đang chơi cho YSCC Yokohama.